# Koracydium

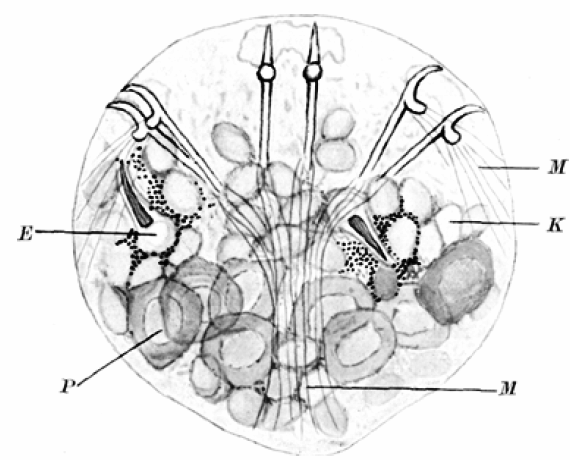
Koracydium bruzdogłowca szerokiego

Koracydium, koracidium (łac. coracidium) – pierwsze stadium larwalne niektórych tasiemców, zaliczanych do rzędu Pseudophyllidea, będące rodzajem onkosfery, urzęsioną larwą żyjącą w zewnętrznym środowisku wodnym.

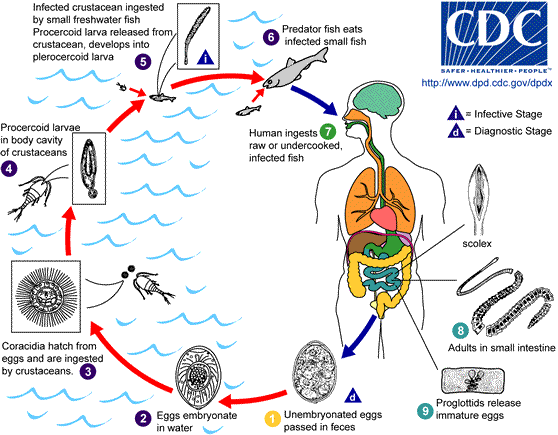
Cykl życiowy bruzdogłowca szerokiego.
1) Jajo wydostaje się z kałem z organizmu żywiciela
2) Zawierające zarodek jajo dostaje się do wody
3) Z jaja wylęga się koracydium, które może zostać połknięte przez skorupiaka
4) W jamie ciała skorupiaka tworzy się procerkoid
5) Po zjedzeniu skorupiaka przez niewielką rybę słodkowodną w jej ciele rozwija się plerocerkoid
6) Małą rybę pożera większa, drapieżna ryba
7) Po spożyciu niedogotowanej ryby dorosła postać tasiemca rozwija się w ciele człowieka

Koracydium jest larwą tasiemców, odpowiadającą takim larwom innych Neodermata, jak onkomiracydium u przywr monogenicznych, miracydium w przypadku przywr digenicznych czy też kotylocydium w grupie Aspidogastrea. Wszystkie rzeczone larwy mają ciało pokryte orzęsionym nabłonkiem, który jednak nie zachowuje się przez całe życie zwierzęcia, ale jest tracony, kiedy larwa dostaje się do ciała żywiciela, gdzie będzie kontynuowała swój rozwój. O ile zazwyczaj jedyną larwą tasiemców żyjącą wolno poza organizmem żywiciela jest onkosfera, objęta jeszcze otoczkami jajowymi, a często i oderwanym od organizmu rodzica członem, u przedstawicieli rodziny Diphyllobothriidae koracydium w środowisku wodnym pozbywa się wspomnianych otoczek. W środowisku wodnym żyje krótko, nie potrafi przetrwać w nim powyżej kilku-kilkunastu godzin. Może zostać połknięte przez zwierzę, które stanie się przez to jego żywicielem. Jeśli jednak połknięte nie zostanie, umiera. Rozwój tasiemców cechuje się bardzo wysoką śmiertelnością, rekompensowaną przez wysoką płodność. Jako przystosowanie do połknięcia koracydium rozwinęły fototaksję dodatnią. W toni wodnej zmierzają więc do obszarów lepiej oświetlonych, a tym samym znajdujących się bliżej powierzchni. W miejscach tych mają większą szansę, że połknie je jakiś widłonóg, w ciele którego tasiemiec będzie kontynuował rozwój.